# 古市場村 (岐阜県各務郡)
古市場村（ふるいちばむら）は、かつて岐阜県稲葉郡にあった村である。
稲葉郡には1896年から1897年までの約1年間、「古市場村」が2つ存在した時期がある。一つは旧・方県郡古市場村（現・岐阜市）。もう一つは旧・各務郡古市場村（現・各務原市）である。ここでは、旧・各務郡古市場村について述べる。
現在の各務原市蘇原地区の北部（蘇原古市場町など）に該当する。

## 歴史
- 1889年（明治22年）7月1日 - 町村制により古市場村が発足。
- 1897年（明治30年）4月1日[2] - 厚見郡、各務郡、方県郡の一部が合併し、稲葉郡となる。古市場村は稲葉郡の村となる。
- 1897年（明治30年）4月1日 - 三柿野村、伊飛島村、和合村、大宮村、持田村と合併し蘇原村が発足。同日古市場村廃止。

## 学校
- 古市場尋常高等小学校（現・各務原市立蘇原第一小学校）